# Lia Hietala
Lia Hietala (Estocolm, 1993) és una directora de cinema i guionista sueca.

## Vida i obra
Per al seu primer curtmetratge If I say no, Lia Hietala va rebre una beca del noruec Nordnorsk Film Senter, amb l'ajuda de la qual va realitzar la seva segona pel·lícula Min Homosyster, que va rebre entre altres premi el Premi Teddy a la Berlinale 2017. Treballa en l'àmbit del cinema documental i de llargmetratges i va estudiar belles arts a l'escola d'art sueca Konstfack d'Estocolm. Va fer el seu primer llargmetratge documental, Always Amber, juntament amb Hannah Reinikainen. La pel·lícula va celebrar la seva estrena mundial al 70è Festival Internacional de Cinema de Berlín.

## Filmografia
- 2016: If I say no (curtmetratge)
- 2017: Min Homosyster (curtmetratge)
- 2020: Always Amber

## Premis
- Premi Teddy (2017) per Min Homosyster[2]
- Millor curtmetratge internacional al Festival Internacional de Cinema LGBT de Tel-Aviv per "Min Homosyster"[3]
- Millor curtmetratge a la Fire!! Mostra Internacional de Cinema Gai i Lesbià (2017)[4]